# أكوش بوساكي
أكوش بوساكي (بالمجرية: Buzsáky Ákos) (مواليد 7 مايو 1982 في بودابست) لاعب كرة قدم مجري دولي يجيد اللعب في خط الوسط. يلعب حاليا لصالح نادي كوينز بارك رينجرز الإنجليزي منذ 2008.

## روابط خارجية
- أكوش بوساكي على موقع الاتحاد الأوربي (الإنجليزية)
- أكوش بوساكي على موقع اتحاد المجر (الهنغارية)
- أكوش بوساكي على موقع قاعدة بيانات كرة القدم.إي يو (الإنجليزية)
- أكوش بوساكي على موقع ناشيونال فوتبول تيمز (الإنجليزية)
- أكوش بوساكي على موقع Soccerbase.com (لاعب) (الإنجليزية)
- أكوش بوساكي على موقع Soccerway.com (الإنجليزية)
- أكوش بوساكي على موقع عالم كرة القدم.نت (الإنجليزية)